# Trophée Gazet van Antwerpen 1993-1994
Navigation
1992-1993 1994-1995
Le Trophée Gazet van Antwerpen 1993-1994 est la 7e édition du Trophée Gazet van Antwerpen, compétition de cyclo-cross organisée par le quotidien belge néerlandophone Gazet van Antwerpen.

## Résultats
| Date        | Lieu                                       | Vainqueur      | Deuxième           | Troisième          |
| ----------- | ------------------------------------------ | -------------- | ------------------ | ------------------ |
| 23 octobre  | Hoogstraten - Vlaamse Aardbeiencross       | Paul Herijgers | Danny De Bie       | Peter Willemsens   |
| 11 novembre | Niel - Jaarmarktcross                      | Danny De Bie   | Paul Herijgers     | Wim de Vos         |
| 13 novembre | Ravels                                     | Paul Herijgers | Peter Willemsens   | Gustaaf Van Bouwel |
| 4 décembre  | Essen - GP Rouwmoer                        | Danny De Bie   | Adrie van der Poel | Paul Herijgers     |
| 18 décembre | Kalmthout - Vlaamse Industrieprijs Bosduin | Danny De Bie   | Paul Herijgers     | Adrie van der Poel |
| 25 décembre | Rijkevorsel                                | Paul Herijgers | Adrie van der Poel | Henk Baars         |
| 5 février   | Lille - Krawatencross                      | Paul Herijgers | Peter Willemsens   | Alex Moonen        |

## Classement final
| #   | Coureur            | Points |
| --- | ------------------ | ------ |
| 1.  | Paul Herijgers     | 204    |
| 2.  | Danny De Bie       | 191    |
| 3.  | Peter Willemsens   | 166    |
| 4.  | Guy Van Dijck      | 132    |
| 5.  | Gustaaf Van Bouwel | 130    |
| 6.  | Arne Daelmans      | 128    |
| 7.  | Hans Wuyts         | 115    |
| 8.  | Jurgen De Wit      | 108    |
| 9.  | Alex Moonen        | 108    |
| 10. | Pascal Van Riet    | 104    |

## Résultats détaillés
| #  | Coureur             | Temps   |
| -- | ------------------- | ------- |
| 1  | Paul Herijgers      | inconnu |
| 2  | Danny De Bie        |         |
| 3  | Peter Willemsens    |         |
| 4  | Guy Van Dijck       |         |
| 5  | Peter Van Santvliet |         |
| 6  | Rudy Thielemans     |         |
| 7  | Gustaaf Van Bouwel  |         |
| 8  | Frank Van Bakel     |         |
| 9  | Jurgen De Wit       |         |
| 10 | Pascal Van Riet     |         |

| #  | Coureur              | Temps   |
| -- | -------------------- | ------- |
| 1  | Danny De Bie         | inconnu |
| 2  | Paul Herijgers       |         |
| 3  | Wim de Vos           |         |
| 4  | Peter Van Den Abeele |         |
| 5  | Marc Janssens        |         |
| 6  | Pascal Van Riet      |         |
| 7  | Erwin Vervecken      |         |
| 8  | Peter Van Santvliet  |         |
| 9  | Peter Willemsens     |         |
| 10 | Gustaaf Van Bouwel   |         |

| #  | Coureur            | Temps   |
| -- | ------------------ | ------- |
| 1  | Paul Herijgers     | inconnu |
| 2  | Peter Willemsens   |         |
| 3  | Gustaaf Van Bouwel |         |
| 4  | Alex Moonen        |         |
| 5  | Guy Van Dijck      |         |
| 6  | Arne Daelmans      |         |
| 7  | Jan Van Donink     |         |
| 8  | Erwin Vervecken    |         |
| 9  | Jurgen De Wit      |         |
| 10 | Huub Kools         |         |

| #  | Coureur             | Temps   |
| -- | ------------------- | ------- |
| 1  | Danny De Bie        | inconnu |
| 2  | Adrie van der Poel  |         |
| 3  | Paul Herijgers      |         |
| 4  | Peter Van Santvliet |         |
| 5  | Peter Willemsens    |         |
| 6  | Dirk Pauwels        |         |
| 7  | Huub Kools          |         |
| 8  | Alex Moonen         |         |
| 9  | Hans Wuyts          |         |
| 10 | Arne Daelmans       |         |

| #  | Coureur            | Temps   |
| -- | ------------------ | ------- |
| 1  | Danny De Bie       | inconnu |
| 2  | Paul Herijgers     |         |
| 3  | Adrie van der Poel |         |
| 4  | Pascal Van Riet    |         |
| 5  | Alex Moonen        |         |
| 6  | Peter Willemsens   |         |
| 7  | Rudi Van De Sompel |         |
| 8  | Hans Wuyts         |         |
| 9  | Paul De Brauwer    |         |
| 10 | Nico Clarysse      |         |

| #  | Coureur            | Temps   |
| -- | ------------------ | ------- |
| 1  | Paul Herijgers     | inconnu |
| 2  | Adrie van der Poel |         |
| 3  | Henk Baars         |         |
| 4  | Danny De Bie       |         |
| 5  | Jan Van Donink     |         |
| 6  | Guy Van Dijck      |         |
| 7  | Arne Daelmans      |         |
| 8  | Radomír Šimůnek    |         |
| 9  | Hans Wuyts         |         |
| 10 | Gustaaf Van Bouwel |         |

| Manche 7 Oostmalle \| # \| Coureur \| Temps \| \| -- \| ------------------ \| ------- \| \| 1 \| Paul Herijgers \| inconnu \| \| 2 \| Peter Willemsens \| \| \| 3 \| Alex Moonen \| \| \| 4 \| Danny De Bie \| \| \| 5 \| Erwin Vervecken \| \| \| 6 \| Gustaaf Van Bouwel \| \| \| 7 \| Huub Kools \| \| \| 8 \| Rudy Thielemans \| \| \| 9 \| Arne Daelmans \| \| \| 10 \| Rudi Van De Sompel \| \| |                    |         |
| # | Coureur            | Temps   |
| 1 | Paul Herijgers     | inconnu |
| 2 | Peter Willemsens   |         |
| 3 | Alex Moonen        |         |
| 4 | Danny De Bie       |         |
| 5 | Erwin Vervecken    |         |
| 6 | Gustaaf Van Bouwel |         |
| 7 | Huub Kools         |         |
| 8 | Rudy Thielemans    |         |
| 9 | Arne Daelmans      |         |
| 10 | Rudi Van De Sompel |         |